# 帕潘達揚火山
帕潘達揚火山是印度尼西亞的火山，位於爪哇島萬隆東南約70公里，行政方面由西爪哇省負責管轄，海拔高度2,665米，頂峰有4個大型火山口。1772年發生大型火山爆發，泥石流摧毁至少40個村落，造成約2,951人死亡。火山最近一次爆發在2002年。